# Stefan Casteleyn
Stefan Casteleyn, né le 25 février 1974 à Bruxelles, est un joueur professionnel de squash représentant la Belgique. Il atteint le 7e rang mondial en décembre 1999, son meilleur classement. Il est champion de Belgique à dix-neuf reprises, un record. Il prend sa retraite sportive en octobre 2015.
Il atteint la demi-finale du championnat du monde 1998 où il s'incline face à Peter Nicol 15-8, 15-13, 15-7.

## Palmarès

### Titres
- Open de Colombie : 1995
- Championnats de Belgique : 19 titres (1992−1996, 1998−2000, 2004−2011, 2013−2015)

### Finales
- Open de Macao : 2001
- Motor City Open : 2001